# クバーナ航空1216便オーバーラン事故
クバーナ航空1216便オーバーラン事故は、1999年12月21日にグアテマラのグアテマラシティで発生した航空事故である。ホセ・マルティ国際空港からラ・アウロラ国際空港へ向かっていたクバーナ航空1216便（マクドネル・ダグラス DC-10-30）が着陸時に滑走路をオーバーランし、乗員乗客316人中16人と地上の2人が死亡した。
ラ・アウロラ国際空港では4年前にも同様の事故が発生していた。小雨の中、滑走路19に着陸したフォーセット705便が滑走路をオーバーランし、地上の6-8人が死亡した。

## 飛行の詳細

### 事故機
事故機のマクドネル・ダグラス DC-10-30（F-GTDI）は1973年に製造された機体で、AOMフランス航空からリースされた機材だった。総飛行時間は85,760時間で、27,331サイクルを経験していた。F-GTDIは以前、エール・アフリックで運用されていた際、エール・アフリック056便ハイジャック事件に巻き込まれていた:11-15。

### 乗員
機長は54歳の男性で、DC-10の他にIl-14、Il-18、An-24、Tu-154、エアバスA310、セスナ401、リアジェット、ダッソー ファルコン 20での飛行資格があった。総飛行時間は16,117時間で、DC-10では4,872時間の経験があった:5-6。また、機長はグアテマラへ飛行した経験は無く、ラ・アウロラ国際空港への着陸も初めてだった。
副操縦士は41歳の男性で、DC-10の他にIl-18、An-24、Yak-42での飛行資格があった。総飛行時間は8,115時間で、DC-10では4,156時間の経験があった:6-7。

## 事故の経緯
1216便はキューバの大学に通うグアテマラ在住の学生のためのチャーター便で、乗客298人中278人が学生だった。1216便はホセ・マルティ国際空港を離陸した約2時間後、パイロットはラ・アウロラ国際空港の滑走路19への着陸を許可された。着陸時、パイロットは滑走路内で機体を止められなかった。1216便は滑走路をオーバーランし、滑走路端から滑り落ち民家10軒に衝突した。事故によりパイロット2人を含む乗員乗客16人と地上の2人が死亡した。また、37人の乗員乗客と地上の20人が負傷した。

## 事故調査
グアテマラの民間航空総局が事故調査を行った。調査から事故当時、滑走路面は濡れており、接地地点が通常よりも長かった。また、スポイラーの状態とレバーの状態が一致していなかったが、この理由は特定されなかった。